# Castillon-Debats
Castillon-Debats é uma comuna francesa na região administrativa de Occitânia, no departamento de Gers. Estende-se por uma área de 35,05 km². Em 2010 a comuna tinha 323 habitantes (densidade: 9,2 hab./km²).